# Ray Greene

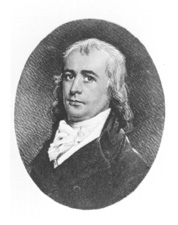
Ray Greene

Ray Greene (* 2. Februar 1765 in Warwick, Colony of Rhode Island and Providence Plantations; † 11. Januar 1849 ebenda) war ein britisch-amerikanischer Politiker der Föderalistischen Partei.

## Leben
Ray Greene wurde 1765 in Warwick als Sohn von William Greene geboren, der einige Jahre später der zweite Gouverneur von Rhode Island wurde. Er studierte zunächst die klassischen Altertumswissenschaften und graduierte 1784 am Yale College. Nach Abschluss seines Studiums der Rechtswissenschaften wurde er in die Anwaltskammer aufgenommen und begann als Jurist in Providence, der Hauptstadt Rhode Islands, zu arbeiten.
1794 wurde Ray Greene zum Attorney General des Staates Rhode Island berufen. Dies blieb er bis 1797; in diesem Jahr wurde er als Föderalist in den US-Senat gewählt, wo er als Nachfolger des zurückgetretenen William Bradford amtierte. 1799 wurde Greene für eine weitere Amtszeit bestätigt, doch er legte sein Mandat schon am 5. März 1801 nieder, weil er für ein juristisches Amt nominiert worden war. US-Präsident John Adams hatte ihn als Bezirksrichter für Rhode Island vorgesehen, jedoch erfolgte keine offizielle Berufung. Adams, der die Nominierung kurz vor seinem Abschied aus dem Präsidentenamt vornahm, hatte eine Formalität übersehen, die das Verfahren ungültig machte. Sein Nachfolger Thomas Jefferson war nicht bereit, diesen Fehler zu korrigieren, sodass Ray Greene letztlich ohne Amt zurückblieb.
Greene war seit 1794 mit Mary Magdalene Flagg († 1817) verheiratet. Er starb 1849 und wurde auf dem Friedhof seiner Familie auf der Greene Farm in Warwick beigesetzt. Sein Sohn William (1797–1883) war zwischen 1866 und 1868 Vizegouverneur von Rhode Island.